# Olibrus ovalis
Olibrus ovalis là một loài bọ cánh cứng trong họ Phalacridae. Loài này được Khnzoryan miêu tả khoa học năm 1962.